# Алтлајнинген
Алтлајнинген (њем. Altleiningen) општина је у њемачкој савезној држави Рајна-Палатинат. Једно је од 48 општинских средишта округа Бад Диркхајм. Према процјени из 2010. у општини је живјело 1.860 становника. Посједује регионалну шифру (AGS) 7332001.

## Географија
Алтлајнинген се налази у савезној држави Рајна-Палатинат у округу Бад Диркхајм. Општина се налази на надморској висини од 301 метра. Површина општине износи 11,5 km².

## Становништво
У самом мјесту је, према процјени из 2010. године, живјело 1.860 становника. Просјечна густина становништва износи 162 становника/km².

## Међународна сарадња
| Мјесто | Држава    | Врста сарадње | Од    |
| ------ | --------- | ------------- | ----- |
|        | Француска | партнерство   | 1982. |
| Извор  |           |               |       |